# Cindy Léoni
Pour les articles homonymes, voir Leoni.
Cindy Leoni, née en août 1983 à Marseille, est une militante associative, syndicale et politique, et haute fonctionnaire française.
Elle est présidente de l'association SOS Racisme de 2012 à 2014 et membre du Conseil économique, social et environnemental de 2015 à 2021. 
Elle est sous-préfète depuis 2020, titularisée dans le corps à compter du 31 août 2022. 
Après avoir été directrice de cabinet de la préfète de la Charente (16) entre 2020 et 2022, elle est nommée haut-fonctionnaire en charge de la cérémonie d’ouverture des Jeux olympiques entre 2022 et 2024. 
Elle se porte volontaire pour intégrer la cellule interministérielle de crise mise en place à la suite du passage du cyclone Chido à Mayotte en tant que sous-préfète renfort. Elle devient directrice adjointe de cette cellule de crise en janvier 2025. 
A compter du 24 février 2025, elle occupe les fonctions de sous-directrice de la préparation, de l'anticipation et de la gestion des crises à la DGSCGC.

## Biographie
Née en août 1983 à Marseille[réf. non conforme], Cindy Léoni a grandi avec sa famille près de Brignoles dans le Var à partir de 1986.
Cindy Léoni milite à la FIDL à partir de 1999, notamment contre la réforme Allègre, alors qu'elle est élève au lycée Raynouard à Brignoles[réf. non conforme] ; elle s'engage aussi à cette époque à SOS Racisme. En 2001, elle obtient un baccalauréat littéraire [réf. non conforme] et part pendant un an suivre une classe préparatoire littéraire au lycée Fustel-de-Coulanges à Strasbourg . Ses études se poursuivent à l'université d'Aix-Marseille I où elle obtient en 2003 un DEUG de lettres classiques. Après une pause dans ses études, elle obtient en 2009 une licence de lettres modernes puis en 2010 une maîtrise de lettres modernes, à l'université de Toulon. 
De 2002 à 2005, toujours active au sein de SOS Racisme, elle est présidente du comité départemental « SOS Racisme 13 ». Étudiante, elle milite également à l'UNEF-ID et au MJS, où elle fait partie de la « Gauche socialiste » dirigée par Julien Dray et Jean-Luc Mélenchon. Elle quitte l'UNEF et le MJS en 2005. Au même moment, Cindy Leoni devient permanente à la FIDL et membre du bureau national de SOS Racisme[réf. non conforme].
C'est en juin 2007 qu'elle rejoint la direction de SOS Racisme comme secrétaire générale, puis devient vice-présidente en mars 2012. En 2009, elle est impliquée dans l'affaire des mouvements de fonds suspects sur les comptes de Julien Dray, et fait finalement l'objet d'un rappel à la loi.
Elle a été encartée au PS.
Après le départ de Dominique Sopo fin juin 2012, Cindy Léoni est élue présidente, le 7 juillet 2012, par le conseil national de SOS Racisme ; elle est la première femme à accéder à cette fonction. Durant son mandat, elle positionne l'organisation sur la question du « racisme antiblanc », récusant le qualificatif et préférant parler de racisme « tout court », sans pour autant ignorer le phénomène. Son engagement se porte également sur les questions de laïcité en prenant la défense de la directrice de la crèche Baby Loup et déclare qu'il est « aujourd'hui [...] plus facile d'ouvrir une crèche confessionnelle qu'une crèche laïque ». Elle se retire au début de l'année 2014 à la suite de brouilles en interne.
Le 5 novembre 2015, elle est nommée en conseil des ministres, sur proposition du président de la République, personnalité qualifiée au Conseil économique, social et environnemental. Elle y occupe les fonctions de vice-présidente du groupe des personnalités qualifiées. Elle est également membre de la section des affaires européennes et internationales et de la délégation à l'Outre-Mer. Son mandat prend fin en 2021.
En 2016, elle devient co-présidente du comité de soutien de Manuel Valls pour la primaire citoyenne de 2017.
Elle travaille auprès du délégué interministériel à la lutte contre le racisme, l'antisémitisme et la haine anti-LGBT (DILCRAH), comme conseillère pour les relations avec le monde associatif et le pilotage des projets territoriaux.
Par décret du président de la République en date du 26 août 2020, elle est nommée sous-préfète, directrice de cabinet de la préfète de la Charente.
Depuis août 2022, elle est haut-fonctionnaire en charge de l'organisation de la cérémonie d'ouverture des Jeux olympiques d'été de 2024 auprès du préfet de la région Île-de-France. 
Fin 2024, elle rejoint la cellule interministérielle de crise mise en place à la suite du passage du cyclone Chido à Mayotte. 
Depuis février 2025, elle occupe les fonctions de sous-directrice de la préparation, de l'anticipation et de la gestion des crises à la DGSCGC.

## Vie privée
Pacsée avec un ingénieur de recherche au CNRS, elle est mère d'une fille et d'un fils.

## Sources
- C. H, « Cindy Leoni, une femme de 28 ans à la tête de SOS Racisme », disponible en ligne sur le site Elle.fr, 8 juillet 2012
- « Cindy Leoni, une Brignolaise présidente de SOS Racisme », disponible en ligne sur le site Varmatin.com, 23 août 2012
- Alice Géraud, « Cindy Leoni Relanceuse de SOS », dans Libération, 1er octobre 2012, p. 30 (« Portrait »)
- Cindy Leoni, la Seine et elle, Eve Szeftel, dans Libération, 24 juillet 2024, p. 30 (« Portrait »)